# Университет Сёин
Университет Сёин (яп. 松蔭大学 Сё:ин дайгаку) — японский частный университет. Территориально расположен в Ацуги (префектура Канагава). Основан в 1941 году как женская школа Сёин, статус университета получил в 2000 году.

## Факультеты и кафедры
- факультет делового администрирования и корпоративной культура
  - Департамент финансов и экономики
  - Департамент предпринимательства и права
- Факультет коммуникации и культуры
  - Департамент японская культуры и коммуникации
  - Департамент межкультурная коммуникация
  - Департамент психология обыденной жизни
- Факультет туризма , средств массовой информации , и культурологии
  - Департамент туризма и культурных исследований
  - Департамент средств массовой информации и информационных исследований
- Факультет сестринского дела
  - Департамент сестринского дела

## Известные выпускники
- Идзуми Сакай — участница группы Zard.